# 発育ステータス
発育ステータス（はついくステータス）は、シンガーソングライターの椎名林檎が全国のライヴハウス（福岡、広島、神戸、新宿）を回るシークレットライブのために2000年に結成したバンド。

## 概要
椎名林檎を中心に、ベーシスト3人を含む変則的な編成で構成された女性4人・男性1人のバンドで、わずか1回の全国ツアーでその活動を終えた。

## メンバー
- 声と電気式ベース：椎名林檎
- 声と電気式ベース：村田純子（ex.八王子ガリバー）
- 電気式ベース：鳥井泰伸（ex.GAJI, ex.PANICSMILE）
- 電気式ギター：田渕ひさ子（Toddle, Bloodthirsty butchers,ナンバーガール,LAMA）
- 生ドラム：吉村由加（Metalchicks, CATSUOMATICDEATH, ex.DMBQ）

## ディスコグラフィ

### CD
- 絶頂集（2000年9月13日）

椎名林檎の3枚組シングル集で、Disc3に3曲収録されている。
- 私と放電（2008年7月2日）

椎名林檎の10周年記念作品の第1弾として発売されたコンピレーション・アルバム。Disc2にボーナス・トラックとして3曲収録されている。

### VHS/DVD
- 発育ステータス 御起立ジャポン（2000年12月7日）

発育ステータスとしておこなったライブハウスツアー「御起立ジャポン」より2000年7月8日の新宿リキッドルーム公演を中心に収録。